# Yonny Hernández
Yonny Hernández Vega (Medellín, 25 de julho de 1988) é um motociclista colombiano, atualmente compete na MotoGP pela Yamaha TECH 3.

## Carreira
Yonny Hernández Vega começou a pilotar em 2013 na Moto 2. 